# Pseudosumatrina
Pseudosumatrina es un género de foraminífero bentónico considerado un sinónimo posterior de Afghanella de la subfamilia Sumatrininae, de la familia Neoschwagerinidae, de la superfamilia Fusulinoidea, del suborden Fusulinina y del orden Fusulinida. Su especie tipo era Neoschwagerina sumatrinaeformis. Su rango cronoestratigráfico abarcaba el Lopingiense (Pérmico superior).

## Discusión
Clasificaciones más recientes incluirían Pseudosumatrina en la superfamilia Neoschwagerinoidea, y en la subclase Fusulinana de la clase Fusulinata.

## Clasificación
Pseudosumatrina incluía a la siguiente especie:
- Pseudosumatrina sumatrinaeformis †